# Limbo (ples)
Limbo je karipski ples tijekom kojega se plesači, nagnuti unazad, u ritmu glazbe provlače ispod šipke ne dodirujući tlo bilo kojim dijelom tijela osim stopalima. Kada nekoliko natjecatelja na taj način prođe ispod šipke, šipka se spušta još niže sve dok ne ostane jedan natjecatelj koji je pobjednik.